# Sadko (Oper)
Sadko ist eine Opernbyline (Opera-bylina) in sieben Bildern von Nikolai Andrejewitsch Rimski-Korsakow, die am 7. Januar 1898 im Moskauer Solodownikow-Theater Premiere hatte. Die Grundlage der Handlung bildet die mittelalterliche russische Volkssage von den märchenhaften Erlebnissen des Musikanten und späteren Kaufmanns Sadko, dessen reales Vorbild im 12. Jahrhundert gelebt haben soll.

## Die Handlung

### Erstes Bild
In den reichen Räumen der Kaufmannsgilde von Nowgorod.
Die Kaufleute von Nowgorod feiern ein Fest und rühmen den Reichtum und die Freiheit ihrer Handelsstadt, die ganz ohne die Schreckensherrschaft von Bojaren und Fürsten auskomme. Der junge Guslispieler aus Kiew, Neschata, trägt ein Heldenlied aus alten Zeiten vor. Darauf greift auch Sadko zur Gusli und besingt seinen Traum von einer weiten Seereise in ferne Länder, zu der ihm die Kaufleute durch Ausrüstung einer Handelsflotte verhelfen sollen, spricht auch vom Nutzen, den eine Anbindung ans Meer für Nowgorod hätte. Doch er erntet nur Spott ob seiner Überheblichkeit und wird aus der Stadt vertrieben.

### Zweites Bild
Am Ufer des Ilmensees, in einer hellen Sommernacht.
Sadko klagt der Natur sein Leid, als einige weiße Schwäne auftauchen und sich in Meerjungfrauen verwandeln. Wolchowa, die Tochter des Meereszaren, ist eine von ihnen. Sadko singt ihr ein Lied, und beide verlieben sich ineinander. Zum Abschied schenkt die Meeresprinzessin Sadko drei goldene Fische, die im See schwimmen und ihn reich machen werden. Bevor die Sonne wieder aufgeht, ruft der Meereskönig sein Gefolge zurück in die Wassertiefe.

### Drittes Bild
Helles Frauengemach in Sadkos Haus, am frühen Morgen.
Sadkos Frau Ljubawa hat ihren Mann vergeblich erwartet. Als er schließlich erscheint, will er von ihren Klagen nichts wissen, denkt vielmehr nur an ferne Länder und scheint sie nicht mehr zu lieben. Vergebens bittet sie ihren Mann zu bleiben.

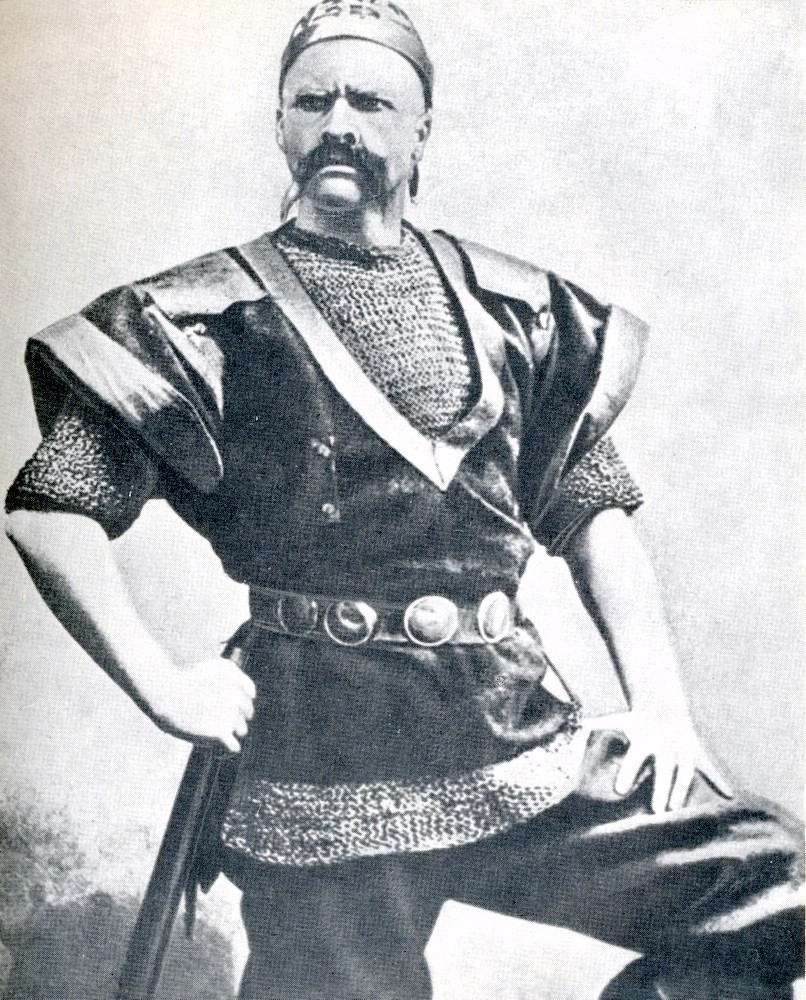
Fjodor Schaljapin als Waräger-Kaufmann in Sadko

### Viertes Bild
Kai der Landungsstelle in Nowgorod am Ilmensee, Schiffe an der Landungsbrücke.
Sadko wird verspottet, als er erzählt, dass der Ilmensee goldene Fische berge. Er wettet jedoch seinen Kopf, dass es so sei, die Handelsleute setzen alle ihre Waren dagegen und fahren mit dem Sänger auf den See. Der fängt die drei goldenen Fische unter dem Blick der Zeugen, gewinnt so die Wette und macht die Händler zu Bettlern. Als sich jedoch auch einige Klumpen Gold in seinem Netz finden, schenkt er den Händlern großmütig ihre Waren. Von seinem Gewinn kann er eine Flotte von 31 Schiffen mitsamt Leibgarde ausrüsten, um als Händler über das Meer zu reisen. Drei Händler aus Skandinavien, Indien und Venedig tragen nun charakteristische Lieder über ihre Heimatländer vor, um Sadko die Entscheidung über sein Reiseziel zu erleichtern. Das Volk rät von einer Fahrt zu den piratierenden Nordmännern ebenso ab wie von der allzu wundersamen indischen Südsee und empfiehlt Sadko eine Handelsfahrt ins reiche Venedig. Sadko nimmt Abschied von seiner untröstlichen Frau und dem Volk und sticht in See.

### Fünftes Bild
Auf dem Ozean bei glatter See und Sonnenuntergang, später Mondschein.
Zwölf Jahre sind vergangen, seit Sadko seine Heimat verließ. Als seine mit Schätzen beladene Handelsflotte heimwärts eilt, wird allein Sadkos Schiff von einer plötzlich eintretenden Windstille aufgehalten: Der Meereszar fordert seinen Tribut. Sadko lässt Silber und Gold ins Meer werfen, doch das Wasserwesen verlangt ein Menschenopfer. Das Los, das er die Seeleute werfen lässt, fällt auf Sadko selbst, dem bereits klar geworden ist, dass die Prinzessin nach ihm verlangt. Er verlässt das Schiff, das sogleich davonsegelt, und versinkt, auf einer Planke stehend, im Meer.

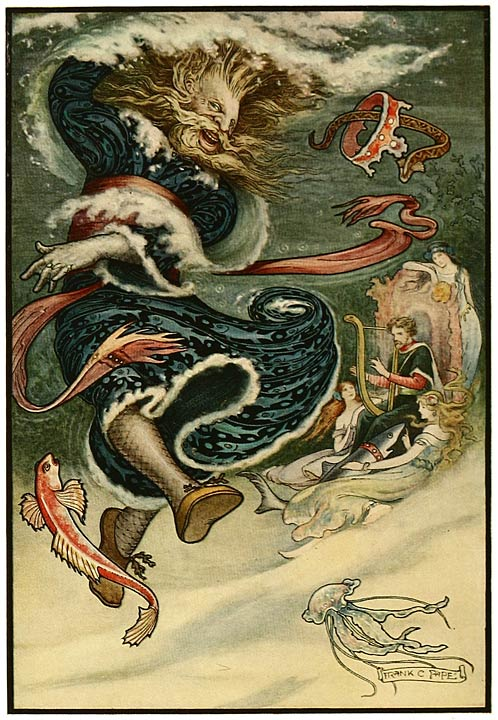
Der Meereszar tanzt,
aus einem russischen Märchenbuch (1916)

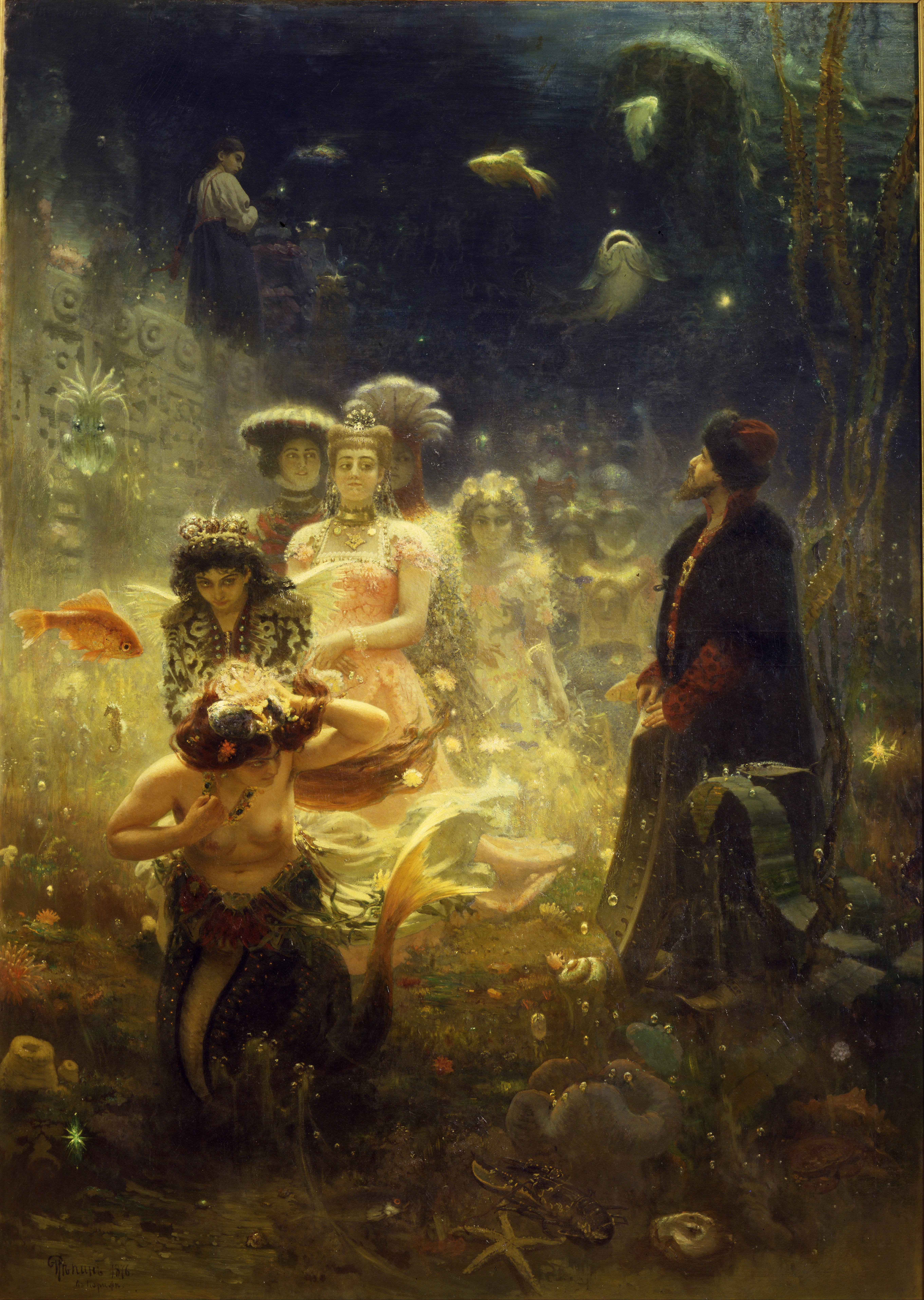
Sadko zwischen der wartenden Ljubawa und den Wunderwesen des Ozeans, Gemälde von Ilja Jefimowitsch Repin (1876)

### Sechstes Bild
Transparenter, bläulich schimmernder unterseeischer Palast des Meereszars, in der Mitte ein dichter Goldregenstrauch.
Der erboste Meereszar empfängt Sadko und beschwert sich ob des ausgebliebenen Tributs. Wolchowa vermittelt zwischen den beiden und schlägt vor, dass Sadko den Ozean mit einem Lied aufheitert. Das von Sadko angestimmte Guslilied sagt dem Meereszar so sehr zu, dass er der Heirat seiner Lieblingstochter mit Sadko zustimmt und sogleich alle Flüsse, Meere, Fische und Meereswunder zusammenruft. Bei der anschließenden Hochzeitsfeier beginnt auch der König mit seiner Gattin Wodjaniza zu tanzen, so dass ein Sturm ausbricht und einige Schiffe untergehen. Da erscheint die hieratische Gestalt eines alten Pilgers – es handelt sich um den heiligen Mikola, Schutzpatron der Ackerbauern und Seeleute –, der das Fest schlagartig beendet, dem Meereszaren den Untergang seines Reichs ankündigt und Wolchowa befiehlt, ein Fluss zu werden, der Nowgorod mit dem Meer verbindet. Während das Reich des Seefürsten in der Dunkelheit versinkt, entfernen sich Sadko und Wolchowa auf einer Muschel.

### Siebtes Bild

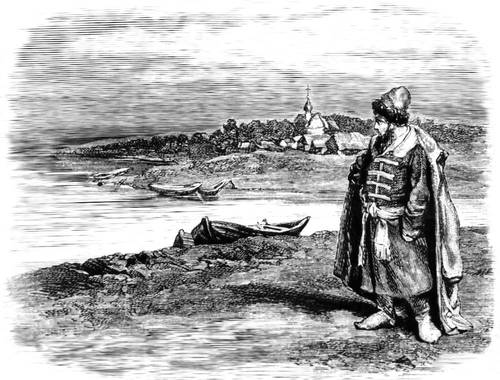
Klawdij Lebedew: Sadko (1903)

Zunächst geschlossener Vorhang; dann grüne Wiese mit Blick auf den Ilmensee bei Tagesanbruch.
Sadko und Wolchowa machen ihre Hochzeitsreise in der mit Möwen und Schwänen bespannten Muschelschale. Am Ufer des Ilmensees angelangt, singt die Prinzessin ihrem Gatten ein Schlummerlied. Sadko verfällt in tiefen Schlaf, während Wolchowa sich in den Fluss Wolchow verwandelt, der den Nowgorodern einen direkten Zugang zum Meer ermöglicht. Als Sadko erwacht, ist er selbst nicht sicher, ob er dies alles geträumt hat oder nicht, und hält das Lied der verlassenen Ljubawa zunächst für die Klage eines Flusses. Seine bald wiedererkannte Frau versichert er seiner Liebe. Zugleich nähert sich Sadkos reich beladene Flotte auf der neuen Wasserstraße, die Sadko als „Wunder der Wunder“ feiert. Sadko verspricht Ljubawa, sie nie wieder zu verlassen. Das Volk feiert ihn als großen Helden, er stimmt nochmals die Gusli an und verweist in einem Lied auf die mythische Erscheinung, der aller Dank gebühre. Alle stimmen in den Jubel auf die ruhmreiche Stadt und ihren neuen Fluss ein.

## Instrumentation
Die Orchesterbesetzung der Oper enthält die folgenden Instrumente:
- Holzbläser: drei Flöten (3. auch Piccolo), zwei Oboen, Englischhorn, drei Klarinetten (2. auch kleine Klarinette, 3. auch Bassklarinette), zwei Fagotte, Kontrafagott
- Blechbläser: vier Hörner, zwei Trompeten, Alttrompete in F, drei Posaunen, Tuba
- Pauken, Schlagzeug (drei Spieler): große Trommel, Becken, Triangel, Glockenspiel, Tamburin, Tamtam
- zwei Harfen
- Streicher
- Bühnenmusik hinter der Szene: Orgel, Glocken in f’, g’, g’’ und as’’, Glockenspiel, Harfe, Trompete, Alttrompete[1]

## Entstehung, Aufführungen und Rezeption

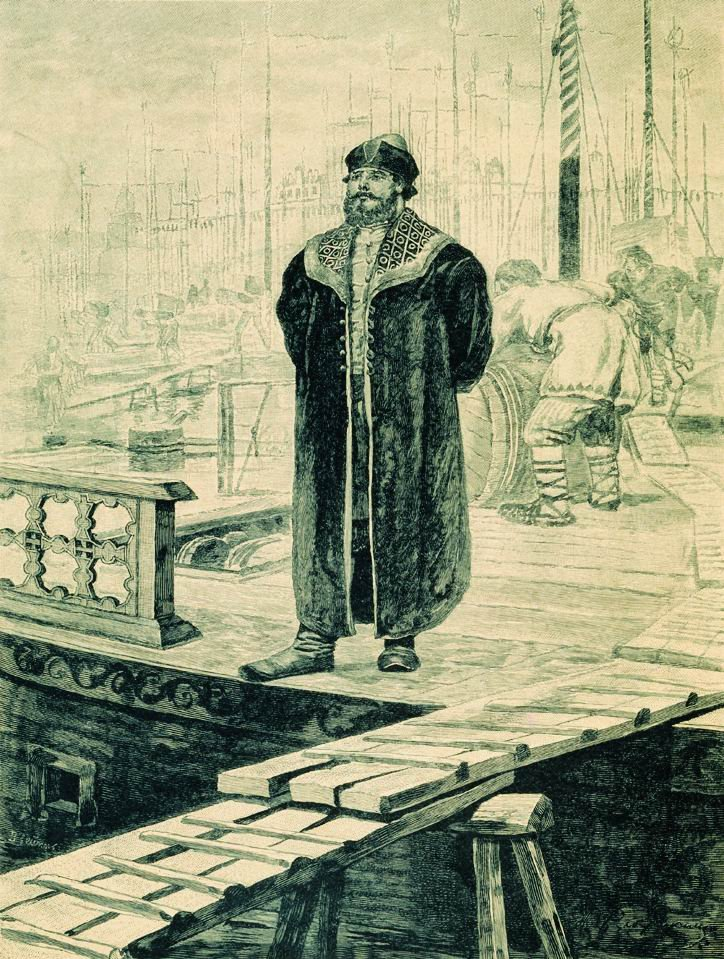
Reicher Nowgoroder Kaufmann, Kostümstudie für Sadko von Andrei Petrowitsch Rjabuschkin (1895)

Rimski-Korsakow befasste sich früh mit dem Stoff der alten russischen Volkssage aus dem Schatz der Bylinen. Sein Orchesterwerk Sadko, ein Tongemälde für Orchester, trägt die Opuszahl 5 und stammt aus dem Jahr 1867. Der Komponist überarbeitete es zweimal und übernahm auch einige Elemente aus diesem Werk in die gleichnamige Oper.
Ungeachtet ihrer musikalischen Schönheiten und populär gewordener Melodien wird die Oper Sadko selten aufgeführt. 1906 wurde sie am Moskauer Bolschoi-Theater gezeigt. Die Erstaufführung in den Vereinigten Staaten folgte am 25. Januar 1930 an der Metropolitan Opera. Im Juni 1931 kam es zur Londoner Erstaufführung. Größere Aufmerksamkeit fand eine Aufführung im Jahr 1947 an der Staatsoper Berlin.
Das „Lied des indischen Gastes“ (Песня Индийского гостя) bildete die Grundlage zahlreicher Bearbeitungen, darunter Fritz Kreislers Chanson indoue für Violine und Klavier (1919). Besondere Popularität sollte eine englisch textierte Version unter dem Titel Song of India erlangen, die 1921 erstmals veröffentlicht wurde und bald durch Tonaufnahmen von Paul Whiteman, Tommy Dorsey und Bunny Berigan bekannt wurde.